# Bunzac
Bunzac település Franciaországban, Charente megyében. Lakosainak száma 453 fő (2022. január 1.). Bunzac Mornac, Pranzac, Moulins-sur-Tardoire és La Rochefoucauld-en-Angoumois községekkel határos.

## Népesség
A település népességének változása:
| Lakosok száma | 348  | 314  | 332  | 411  | 471  | 467  | 463  | 465  | 464  | 453  |
|               | 1968 | 1982 | 1990 | 2006 | 2013 | 2015 | 2017 | 2019 | 2020 | 2022 |